# AAA 6th Anniversary Tour 2011.9.28 at Zepp Tokyo
『AAA 6th Anniversary Tour 2011.9.28 at Zepp Tokyo』（トリプルエー・シックス・アニバーサリー・ツアー 2011.9.28 アット・ゼップトウキョウ）は、日本の音楽グループ・AAAが2012年2月22日にリリースした13作目の映像作品。

## 概要
- 2011年9月28日にZepp Tokyoで行われたツアーライブ「AAA 6th Anniversary Tour 2011.9.28 at Zepp Tokyo」の映像である。特典映像として「AAA 6th Anniversary Tour」の オフショットと「裏企画『選曲ダーツ』」の企画映像が収録されている。
- DISC2の「BLOOD on FIRE〜Champagne Gold〜DRAGON FIRE〜Metamorphose〜Jamboree!!〜That's Right〜SUNSHINE〜ハリケーン・リリ、ボストン・マリ」は、メドレーになっている。また、30thシングル「Charge & Go!/Lights」のジャケットCには『6th Anniversary Sabi Medley』と題しスタジオ音源によって再現収録されている。

## 収録映像曲

### DISC 1
1. CALL
2. ID
3. No cry No more
4. ハレルヤ
5. Mosaic
6. Paradise Paradise
7. 最強Babe
8. Get or Lose
9. SHEの事実
10. Love Candle
11. As I am
12. Crying Freeman
13. Bomb A Head!
14. 出逢いのチカラⅢ
15. 光啓日高の噛まない話〜不動産編〜(WOW WAR TONIGHT 〜時には起こせよムーヴメント〜Climax Jump〜逢いたい理由～Crash)
16. Thank you
17. Charge & Go!
18. 負けない心
19. PARADISE
20. MIRAGE
21. MUSIC!!!
22. Wonderful Life

### DISC 2
1. I4U (ENCORE)
2. BLOOD on FIRE〜Champagne Gold〜DRAGON FIRE〜Metamorphose〜Jamboree!!〜That's Right〜SUNSHINE〜ハリケーン・リリ、ボストン・マリ (ENCORE)
3. Get チュー! (ENCORE)